# Jocelyn Pook
Jocelyn Pook   (Birmingham, 14 de febrer de 1960) és una violista, pianista i compositora britànica.

## Biografia
Pook va estudiar viola en el Guildhall School of Music and Drama a Londres. Durant la seva carrera ha col·laborat amb diversos artistes de trajectòria internacional com ho son Peter Gabriel, Massive Attack, Nick Cave, Laurie Anderson, Ryuichi Sakamoto o PJ Harvey. En els seus projectes ha experimentat amb una àmplia varietat de gèneres, fet que la dota d'una gran versatilitat i originalitat musical.
Pook ha compost música per a teatre, televisió i cinema. Va debutar amb la banda sonora del film de Stanley Kubrick Eyes Wide Shut (1999), que li va suposar nominacions als premis Chicago Film Award i als Golden Globe. Des d'aquest moment va continuar amb la composició de música per a pel·lícules: Gangs of Nova York (2002) de Martin Scorsese, Habitació a Roma (2010) dirigida per Julio Medem, o King Charles III (2017) de Rupert Goold, adaptació a pel·lícula de televisió de l'obra de teatre amb un text de Mike Bartlett, amb la qual va obtenir el BAFTA 2018 de la British Academy Television Craft Awards a la Millor Banda Sonora Original. També, l'any 2008 va obternir un Premi Laurence Olivier per l'adaptació teatral de St. Joan per al National Theatre of Great Britain i dos British Composer Award.
Amb l'agrupació musical "The Jocelyn Pook Ensemble" fa una proposta musical inclassificable i eclèctica, en la qual fusiona diversos instruments de corda i cant amb sons tradicionals de diferents cultures. En el seu repertori s'inclouen cançons de l'àlbum Untold Things (2001), així com una selecció de les seves millors composicions per a bandes sonores.